# یواس‌اس ویپل (دی‌دی-۲۱۷)
یواس‌اس ویپل (دی‌دی-۲۱۷) (به انگلیسی: USS Whipple (DD-217)) یک کشتی بود که طول آن ۳۱۴ فوت ۴ اینچ (۹۵٫۸۱ متر) بود. این کشتی در سال ۱۹۱۹ ساخته شد.